# 토네르 (L9014)
토네르(L9014)는 프랑스의 미스트랄급 강습상륙함의 2번함이다.

## 실전기록
2011년 리비아 내전과 관련, 아르마탕 작전을 수행중인 프랑스는, 2011년 5월 17일 토네르함에 공격용 헬리콥터 12대를 탑재하고서, 리비아에 파견했다. 프랑스의 대표적인 공격용 헬리콥터는 유로콥터 타이거로서, 80대를 보유하고 있다. 르 피가로는 공격용 헬리콥터로 타이거와 가젤을 탑재했다고 보도했다. 영국도 HMS 오션에 헬기 12대를 탑재해 리비아로 파견했다. 공격용 헬리콥터는 아니라고 밝혔다.